# Македонска патриотична организация „Тодор Александров“ (Брюксел)
Македонската патриотична организация „Тодор Александров“ или Македонска спортно-културна асоциация „Тодор Александров“ е българска емигрантска организация в Брюксел, Белгия, идейно близка до Македонската патриотична организация по време на Студената война.
Идеен създател на дружеството е Иван Михайлов, а фактическият организатор е Асен Аврамов. Основана е на 1 декември 1957 година.
Главните дейци на дружеството са Методи Димов, председател, Бранко Смичков, Христо Карагьозов, Алекса Стоименов, Георги Данев. През годините то поддържа открит македонския въпрос, издават някои от съчиненията на Иван Михайлов, а също така взаимодействат с хърватското освободително движение в Европа. Организацията е инфилтрирана от тайните югославски служби. След разрива в МПО между привържениците и противниците на Иван Михайлов сред емиграцията, дружеството се разцепва.
През 1993 година дружеството участва на общото събрание на МПО по повод 100-та годишнина от учредяването на ВМОРО.
| Член                 | Родно място               | Забележка                       |
| -------------------- | ------------------------- | ------------------------------- |
| Ристо Ангелов        | Струмица                  | живял е в Шатле                 |
| Роза Атанасова       | с. Добри лаки             |                                 |
| Панаиоти Бойчев      | Битоля                    |                                 |
| Мария Вансевенант    | Де Пане                   | белгийка                        |
| Борис Георгиев       | с. Голешово               |                                 |
| Христо Годжиров      | с. Моноспитово, Струмишко | живял е в Маршиен-о-Пон         |
| Никола Гуджалов      | с. Велюса, Струмишко      |                                 |
| Васил Дамянов        | с. Раково, Кюстендилско   |                                 |
| Георги Данев         | Петрич                    |                                 |
| Методи Димов         | Битоля                    |                                 |
| Младен Йовановски    | Кюстендилско              |                                 |
| Христо Карагьозов    | с. Ново село, Щипско      |                                 |
| Катерина Карагьозова |                           | по баща от с. Ново село, Щипско |
| Филип Костов         | с. Кромидово              |                                 |
| Марко Марков         | с. Серменин, Гевгелийско  |                                 |
| Маргарит Меиер       | Шпайер                    | германка                        |
| Киро Митревски       | с. Ерековци, Прилепско    |                                 |
| Анастас Михайлов     | Битоля                    |                                 |
| Борис Михайлов       | с. Велюса, Струмишко      |                                 |
| Иван Михайлов        |                           | по баща от Струмишко            |
| Петре Михайлов       | с. Велюса, Струмишко      |                                 |
| Траян Николов        | с. Шурленци, Преспанско   |                                 |
| Николина Николова    | с. Дърмени, Преспанско    |                                 |
| Бьорче Николовски    | с. Езерани, Преспанско    |                                 |
| Христо Паргов        | с. Полчище, Мариовско     |                                 |
| Стефан Проевски      | Ресен                     |                                 |
| Йован Ристовски      | с. Полчище, Мариовско     |                                 |
| Васил Ролев          | Берово                    |                                 |
| Бранко Смичков       | Прилеп                    |                                 |
| Жоржет Спекаерт      | Брюксел                   | белгийка                        |
| Мите Томелаков       | с. Моноспитово, Струмишко |                                 |
| Трайче Трайковски    | с. Полчище, Мариовско     | живял е в Кур Сент Етиен        |
| Георги Турнов        | Петрич                    |                                 |
| Йордан Утков         | с. Карамани, Битолско     | живял е в Шатле                 |
| Тоде Утков           | с. Карамани, Битолско     | живял е в Шатле                 |
| Коце Челебиев        | Брюксел                   | по баща от Струмица             |
| Христо Челебиев      | Струмица                  |                                 |
| Йордан Щерев         | Хасково                   |                                 |